# Pentatemnus
Pentatemnus är ett släkte av skalbaggar. Pentatemnus ingår i familjen vivlar.
Kladogram enligt Catalogue of Life:
| Pentatemnus | \| \| Pentatemnus affinis \| \| \| \| \| \| Pentatemnus arenarius \| \| \| \| |
|             | \| \| Pentatemnus affinis \| \| \| \| \| \| Pentatemnus arenarius \| \| \| \| |
|             | Pentatemnus affinis                                                           |
|             |                                                                               |
|             | Pentatemnus arenarius                                                         |
|             |                                                                               |